# ハドソン (ガーゴイルズ)
ハドソン (Hudson) は、アメリカ合衆国のテレビアニメ『ガーゴイルズ』に登場する架空の人物。

## 人物
878年生まれの現代編では100歳。ワイバーン城を警護するガーゴイル達の元リーダー。その当時はゴライアスが次長を務めていた。しかし、アーチメジとの戦いで左目を失明してからは引退しゴライアスにリーダーの座を譲り自らは引退した。その後、次長にはデモーナが就任した。
性別は雄で、過去編からすでに白髪であるが、これは老いによるもので、本来はバーバンク同様の黒髪であった。体色は薄い黄色。性格は温厚で、1995年の現代編ではテレビを大変気に入り、テレビを見ることを好む。デモーナが脱退したため、ゴライアスに次長に再びになるように頼まれるが、自らはすでに引退したと言って断った。そのため仕方なくブルックリンが次長に就任した。
当初は名前を持っていなかったが、ハドソン川の名前を気に入り、ハドソンと名乗るようになった。人間のロビンソンとは親友同士である。シーズン3でアーチメイジに受けた傷の影響で視覚障害に陥るも、ロビンソンの友人の医者達に治療を受け、無事回復した。過去編でも現代編でもゴライアスの良き親友である。次長の座を退いているものの、たまにゴライアスが不在のときはリーダーを務めることもある。
過去編から装備している「ハドソンセイバー」とも言われる剣は破壊力が凄まじく鋼鉄や特殊合金も切断する。994年以前の過去編でも姿を現しているが、他の登場人物が若いのに対し、ハドソンのみは姿が変わっておらず、100歳近い高齢であることがわかる。キャサリン王女とは先代の王のときからの古い付き合いである。
剣や斧など原始的な武器を使う過去編と、銃など近代的な武器を使う現代編の戦いを比べて、「昔の戦争よりはるかに荒っぽいな」と評している。デモーナが主人公の過去編の特別編外伝ブックでは、若い頃のゴライアスやデモーナと共に、バーバンクに似た姿の若い頃のハドソンも登場している。

### 未来世界
未来世界では、ザナトスの世界征服の野望を妨害するべくスカイガーゴイルに一騎討ちを挑むが、戦いの中でザナトスをサイバーザナトスにする原因を作ってしまう。自身もサイバーザナトスに敗れ去り死亡した。死後は石化しており、レジスタンスの基地に英雄として石像の状態で安置されていた。

## ガーゴイルとして
他のガーゴイルと違いかなりの高齢であるが、戦闘での経験知は豊富。ガーゴイルであるため日光を浴びると石化するという弱点はある。コミック版では後に自己進化能力を得て強化変身が可能となった上に弱点の日光も克服した。ガーゴイルにしては珍しく剣の使い手である。ゴライアス、アンジェラのコンビと共に戦うことが多く、たまにエリサ・マーザも加えて集団の敵と交戦することも多かった。

## 戦闘能力
大変高齢なものの、基本的に戦闘能力は高く過去編の戦闘での経験知もあって優れた戦闘を展開する。戦闘能力はゴライアスやアンジェラには劣るものの剣の使い手であり、強さはブルックリン達を上回る。敵との戦闘の際はマンハッタン一族の中で1人だけ剣を使用する。基本的に能力は高いもののガーゴイルとしても高齢のため体力がなく疲れやすいという弱点をもっている。

## 武器
ハドソンセイバー
ハドソンの装備している長剣。剣自体はそれほど破壊力は高くないがハドソンの剣の腕が抜群のため幼少期からすでに斬鉄が可能であった。斬れ味は凄まじく墓石はもちろん特殊な鋼鉄や特殊合金すらも切断してしまう威力がある。ハドソンがレインストームハドソンに変身すると同時に戦斧ストームアックスに変化する。

## レインストームハドソン（rainstorm　Hudson）
コミック板でハドソンが自己進化し、変身した強化変身形態でオーディンゴライアスと同様に天候を自在に操ることができる。体色は青と白の斑色。武器はハドソンセイバーが進化したストームアックスで、必殺技の「プラネットスライサー」は最大破壊力なら小惑星すらも一刀両断する威力があるいわれている。必殺技は口から放つ冷凍光線「ストームブリザード」でこの技は敵の内臓や骨格や血液など敵を体内から氷付けにしてしまう究極技である。しかし、変身前と同様に体力がないためミノタウロスゴライアスやビーナスストームアンジェラよりも戦闘能力は劣る。最高飛行速度はマッハ7
- 飛行速度：マッハ7
- ジャンプ力：72メートル
- パンチ力：92トン
- キック力：150トン
- 走力：100mを5秒

必殺技
ストームアックス
ハドソンの剣が進化した戦斧。破壊力は通常のハドソンの剣とは比べ物にならない破壊力を誇り、必殺技であるプラネットスライサーを放つ。
プラネットスライサー
レインストームハドソンがストームアックスで敵に斬りかかる必殺技で設定上は最大破壊力ならば小惑星すら一刀両断する破壊力があると言われている。ハドソンは自らの脳波で威力のコントロールを行っている。
ストームブリザード
レインストームハドソンが口から放つ強力な冷凍光線で究極技。敵を外部からではなく敵の内臓や血液や骨格など内部から氷付けにする究極技である。

## ハドソン人間体
18話でパックの魔法により変身したハドソンの人間体。ドミニクと同様にガーゴイルとしての能力はほとんど失うものの少しは能力が使えるのかもしれない。アニメ・コミック共に一度しか変身せず、すぐにパックにより元に戻された。